# Hakatorps naturreservat
Hakatorps naturreservat är ett naturreservat i Alvesta kommun i Kronobergs län. Reservatet är i oktober 2018 beslutat men ännu ej gällande.
Reservatet är skyddat sedan 2018 och omfattar 19 hektar. Reservatet omfattar gammal ängs- och betesmark kring byn Hakatorp. Reservatet skall återskapa gamla slåtterängar